# Nijū-seiki Shōnen
Nijū-seiki shōnen (20世紀少年 (Nhị thập thế kỷ Thiếu niên) "Thiếu niên Thế kỷ 20") là một bộ truyện tranh phiêu lưu, trinh thám của họa sĩ người Nhật Bản Urasawa Naoki.

## Tổng quan
- Năm phát hành: 1999
- Độ dài: 22 tập
- Thể loại: Seinen, Drama, Mystery
- Nước sản xuất: Nhật Bản
- Họa sĩ: Urasawa Naoki
- Kịch bản: Urasawa Naoki
- Nhà xuất bản: Shogakukan
- Giải thưởng: Kodansha Manga Award 2001 (General category), 2002 Japanese Media Arts Festival Exell
- Các quốc gia đã mua bản quyền xuất bản: Anh, Pháp, Tây Ban Nha, Đức, Ý, Hà Lan.

## Nội dung
Sống và trưởng thành là con đường dễ dàng đối với người này, nhưng cũng có thể đầy khó nhọc và nỗi đau với người khác. Khi quyết định sẽ mở một hàng buôn bán nhỏ, vừa là để sinh nhai cho gia đình, vừa với ý niệm rằng nó sẽ là điểm kết thúc cho mọi ước mơ và hoài bão của tuổi thơ, của thời niên thiếu; Kenji trở thành người nuôi dưỡng bất đắc dĩ của cháu mình. Mẹ của kanna - tức chị của Kenji - bỏ nhà ra đi không một lời nhắn nhủ, ngoại trừ đứa con đang còn tuổi bú mớm. Đó là hình ảnh duy nhất giúp người đọc biết được sự tồn tại của người phụ nữ này. Cho đến một ngày, những ký ức tuổi thơ hiện về ám ảnh Kenji.
Kenji và nhóm bạn từ thời thơ ấu của mình cứ dần bị cuốn vào một âm mưu mơ hồ nào đó, mà nỗi sợ hãi về một tai ương mà cả thế giới sẽ phải hứng chịu vì nó cứ trở đi trở lại. Người tự xưng là "người bạn" là ai? Người ấy đúng là đã đi vào tuổi thơ của Kenji, nhưng lúc nào, bằng cách nào, để làm gì? Những vụ mất tích, những cái chết bí ẩn xung quanh trường đại học Ochanomizu có liên quan gì đến những nỗi sợ hãi ấy? Những ký ức xưa cũ của các cậu bé có thể là câu trả lời cho mọi nỗi hiềm nghi, lại bị lớp mây mờ thời gian bao phủ. Không ai biết, không ai nhớ được gì. Chuyện gì đã xảy ra? Chuyện gì đang xảy ra?
Những sự việc kỳ lạ liên tiếp diễn ra ngày càng đưa nhóm bạn tiến đến gần hơn sự tồn tại của "người bạn". Tất cả bí ẩn sẽ được giải tỏa vào đêm cuối cùng của năm 2000, ngay trong giờ phút cuối cùng của thế kỷ 20, thiên niên kỷ thứ hai. Liệu Kenji cùng nhóm bạn của mình có vượt qua được thời gian, tìm lại những mảnh ký ức còn thiếu sót để tìm ra sự thực, để cứu lấy thế giới này?

## Thông tin thêm
Urasawa Naoki sáng tác 20th Century Boys cùng lúc với một tác phẩm nổi tiếng khác của ông, là Monster, trong vòng 2 năm (chương chuối cùng của Monster kết thúc vào năm 2001). Năm 2005, 20th Century Boys được mua bản quyền xuất bản tại Mỹ bởi công ty VIZ Media, nhưng theo yêu cầu từ phía tác giả, 20th Century Boys đã phải đợi cho đến lúc bản tiếng Anh của Monster kết thúc trước khi có mặt trên thị trường này.
20th Century Boys, tựa đề tác phẩm, cũng là tên một bài hát nổi tiếng của T-Rex, ban nhạc rock từ Anh rất thành công vào khoảng những năm 70 của thế kỷ 20; thực tế, cách truyền đạt hình ảnh của tác giả qua câu chuyện này cũng cho thấy được những cảm hứng mang phong cách Rock & Roll cụ thể. Cũng có người cho rằng 20th Century Boys được viết dựa trên những ảnh hưởng từ các mẩu truyện theo thể loại Mystery của Strephen King, cụ thể là các tác phẩm It và The Stand.
Hai tập cuối cùng của bộ truyện được đặt tên là 21st Century Boys. Một bản phim điện ảnh chuyển thể từ tác phẩm này đã được thực hiện, dự kiến sẽ ra mắt vào tháng 8 năm 2008, bởi đạo diễn Yukihiro Tsutsumi.

### Tiếng Anh
- Thông tin (mangaupdates.com)
- Thông tin (animenewsnetwork.com)
- Thông tin Lưu trữ ngày 12 tháng 5 năm 2008 tại Wayback Machine (classicalmanga.com)
- Thông tin Lưu trữ ngày 26 tháng 2 năm 2008 tại Wayback Machine (manganews.net)

### Tiếng Nhật
- Trang web phim chính thức